# Сан-Жоржі (сир)
Сан-Жоржі (порт. queijo São Jorge) — твердий або напівтвердий сир, який виробляють на острові Сан-Жоржі, що входить до складу Азорських островів.

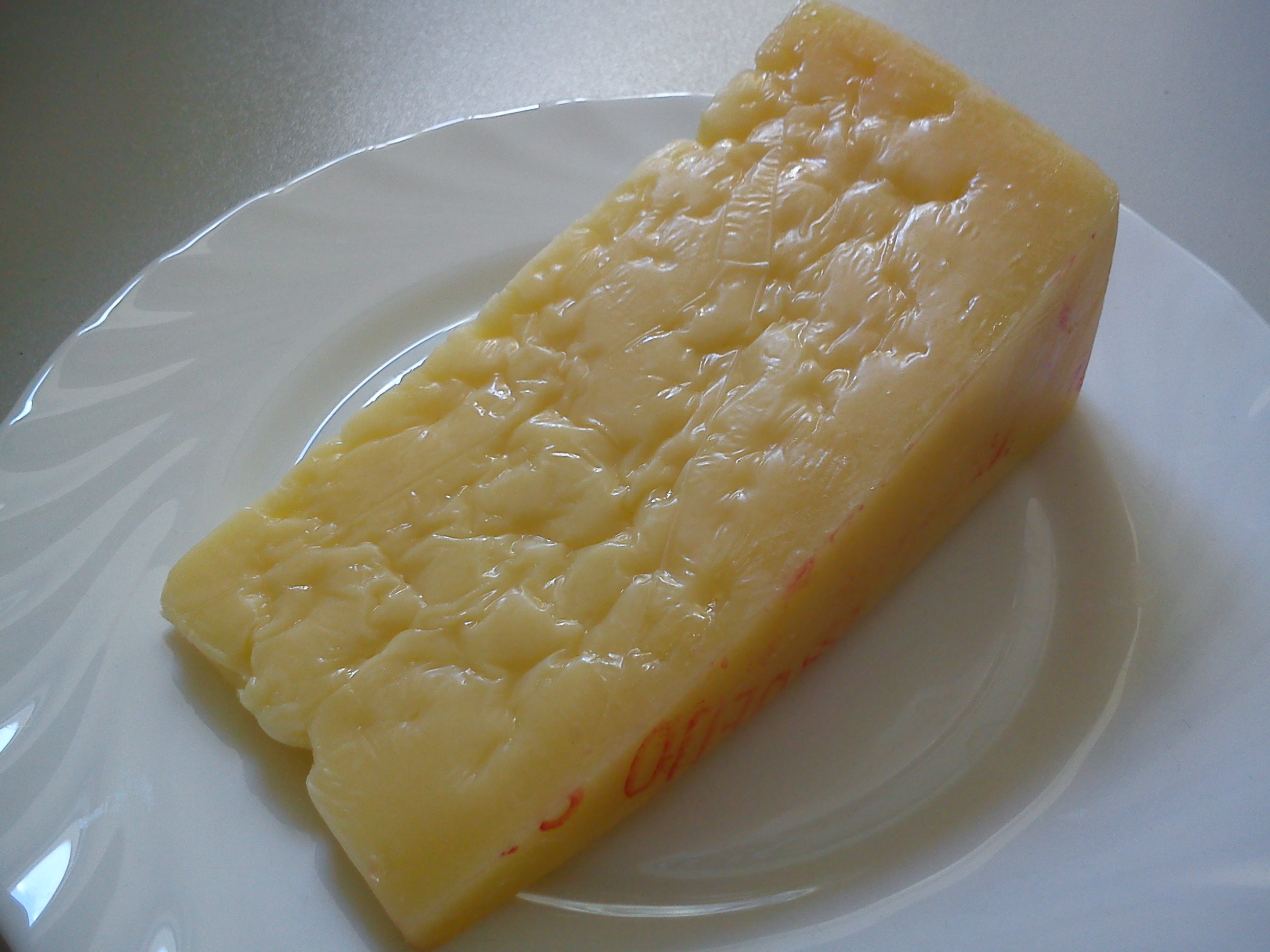
Сан-Жоржі

Цей сир виготовляють з непастеризованого коров'ячого молока, і він має невеликі дірочки. Голівка сиру важить від 7 до 12 кг, має темно-жовту скоринку, яка іноді покрита парафіном.
Сир Сан-Жоржі почали проводити після колонізації Азорських островів фламандцями. На острові побудували фабрику, яка у XVIII столітті забезпечувала сиром вже всі острови.